# Golm (Perleberg)

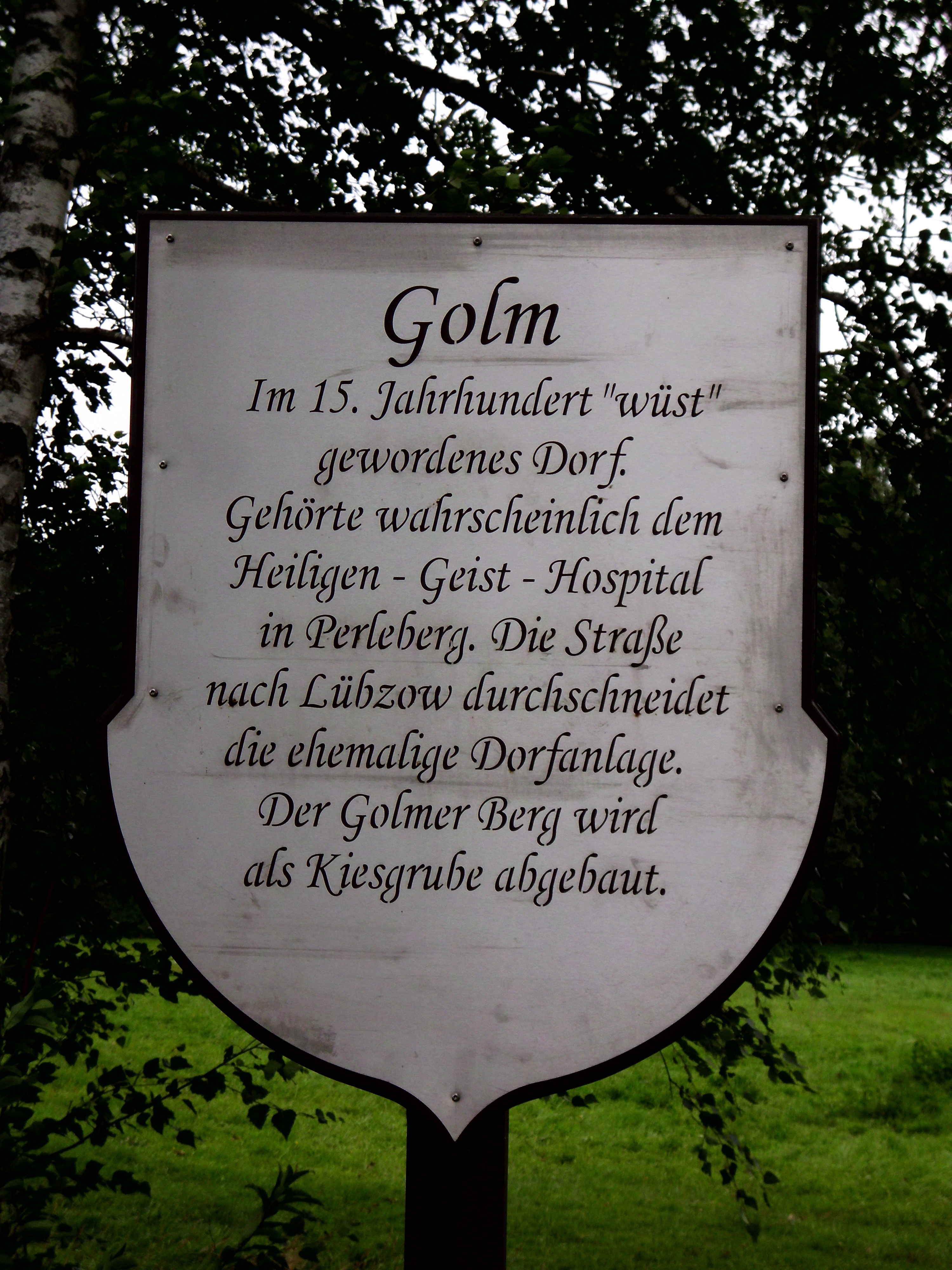
Informationstafel

Golm ist eine Wüstung auf dem Gebiet der Stadt Perleberg im Landkreis Prignitz. Die Bezeichnung „Golm“ stammt aus dem Slawischen und meint einen Berg oder Hügel.

## Geografie
Das Dorf lag im Tal der Stepenitz nördlich des Flusses und südöstlich des Golmer Berges, der mittlerweile zur Kiesgewinnung zu großen Teilen abgetragen ist. Heute durchquert die Straße aus dem Perleberger Ortsteil Lübzow nach Groß Linde das Areal.

## Geschichte
Rat und Bürgergemeinde der Stadt Perleberg erwarben das Dorf 1392 aus dem Besitz derer von Karstedt. 1395 wurde es dem Heilig-Geist-Hospital (St. Spiritus) übereignet. Im 15. Jahrhundert wurde das Dorf wüst.